# Hendrick van Someren
Hendrick van Someren (of Somer of Van Somer) (Amsterdam, 1615 - Amsterdam, 1685) was een Nederlandse kunstschilder die zijn gehele leven actief was in Amsterdam. Tot voor kort werd hij verward met Hendrick de Somer, een Vlaamse kunstenaar die op jonge leeftijd naar Napels trok en daar een vooraanstaande schilder werd.   

## Biografie
Hendrick van Someren werd geboren in Amsterdam waar hij op 23 juli 1615 werd gedoopt. Hij kwam uit een kunstenaarsfamilie. Zijn vader was de Vlaamse schilder Barend van Someren uit Antwerpen die zich in 1602, na een verblijf van twee jaar in Rome, in Amsterdam had gevestigd. Zijn moeder was Leonora (Dionora) Mijtens, de dochter van de Vlaamse schilder Aert Mijtens, een schilder die het grootste deel van zijn carrière in Italië doorbracht en bij wie hij in Rome in de leer was. 
Hendrick van Someren volgde zijn opleiding bij zijn vader Barend van Someren en bij Jacobus van Solt.
Hendrick van Someren werd tot voor kort verward met een Vlaamse schilder uit Lokeren uit die zelfde periode en met een bijna identieke naam, Hendrick de Somer. Deze schilder maakte in Napels carrière onder de naam 'Enrico Fiammingo'. Hij was leerling van José de Ribera en schilderde in de stijl van  Caravaggio. Deze verwarring werd ontdekt door Ulisse Prota-Giurleo in 1953 op basis van een verslag van een juridische procedure met betrekking tot het huwelijk van de schilder Viviano Codazzi in Napels, waarin 'Enrico de Somer' optrad als getuige. Daarin verklaarde hij dat hij de zoon was van Gil De Soomere, schout in Lokeren.
Het is inmiddels aangetoond dat de Amsterdamse Hendrick van Someren niet in Napels is geboren, maar in Amsterdam, dat hij ook nooit in Napels heeft gewerkt, maar zijn hele leven in Amsterdam actief is geweest. Bij opzoekingen wordt men nog steeds met deze verwarring geconfronteerd, in het bijzonder door de beschrijving die de Nederlandse kunsthistoricus Hoogewerff in 1943 maakte.

## Werk
In zijn overzichtsboek "De groote schouburgh der Nederlantsche konstschilders en schilderessen" stelt Arnold Houbraken dat Hendrick van Someren een zeer degelijk schilder was van historische allegorieën, landschappen en stillevens met bloemen. Er zijn geen werken bewaard gebleven in de stijlen die Houbraken noemde.
Godefridus Johannes Hoogewerff maakt melding van een stilleven van Van Someren in een privécollectie, maar dit is niet bewezen 
Hendrick Van Someren werd geportretteerd door Ferdinand Bol.
Alle werken in de stijl van Carvaggio die vroeger aan Hendrick van Someren werden toegeschreven, zijn nu opnieuw toegeschreven aan de Vlaamse kunstenaar Hendrick de Somer.